# ازرق درختچه‌ای
ازرق درختچه‌ای (نام علمی: Chrozophora obliqua) نام یک گونه از سرده ازرق است. این گیاه که با نام  گل عقربی نیز شناخته می‌شود از گیاهان خودروی استان کرمانشاه است که و با نام محلی کوچکه چوره یا گوله‌کو متعلق به خانواده فرفیون می‌باشد.
گل عقربی گیاهی پایا به ارتفاع 50 تا 120 سانتیمتر، چوبی در سطح به شدت پنبه ای و کرک‌پوش، ساقه به صورت ایستاده یا خیزان، متعدد به شدت چوبی شده پوست خاکستری متمایل به سفید و منشعب با شاخه های گسترده است.
برگ این گیاه تخم مرغی، سر نیزه ای، کامل یا کمی موج دار و به ندرت دندانه دار، تقریبا در قاعده باریک شده و در دو سطح به شدت پنبه ای و کرک‌پوش می باشد.
گل عقربی دارای گل تک جنس به رنگ سبز متمایل به زرد، بسیار کوچک، مجتمع درخوشه های جانبی یا انتهایی است که نرها غالبا دارای 5 پرچم، ماده ها دارای گلبرگ خطی و میوه محتوی سه دانه می باشد.
گل عقربی را در قزوین، فارس، کرمان، بلوچستان، خراسان، البرز، تهران و هرمزگان می توان یافت و در استان کرمانشاه در سرپل ذهاب، قصرشیرین، روانسر، کنگاور و شهرستان کرمانشاه قابل برداشت می باشد.
از دانه این گیاه می توان استفاده کرد به این صورت که آن را به عنوان تنقلات مورد استفاده قرار می دهند.